# Saint-Loup-Nantouard
Saint-Loup-Nantouard là một xã ở tỉnh Haute-Saône trong vùng Franche-Comté phía đông nước Pháp.